# París-Tours 1979
La París-Tours 1979 (también llamada Gran premio de Otoño) fue la 73.ª edición de la clásica París-Tours. Se disputó el 30 de septiembre de 1979 y el vencedor final fue el neerlandés Joop Zoetemelk del equipo IJsboerke.

## Clasificación general[1]
|    | Ciclista               | Equipo                    | Tiempo    |
| -- | ---------------------- | ------------------------- | --------- |
| 1  | Joop Zoetemelk         | Miko-Mercier              | 5h 38'27" |
| 2  | Giuseppe Saronni       | Scic-Bottecchia           | a 40"     |
| 3  | Jan Raas               | TI-Raleigh                | m.t.      |
| 4  | Daniel Willems         | IJsboerke-Warncke Eis     | m.t.      |
| 5  | Jean-Luc Vandenbroucke | Peugeot-Esso-Michelin     | m.t.      |
| 6  | Bernard Hinault        | Renault-Gitane-Campagnolo | m.t.      |
| 7  | Marc Renier            | Kas-Campagnolo            | m.t.      |
| 8  | Claude Criquielion     | Kas-Campagnolo            | m.t.      |
| 9  | Cees Priem             | TI-Raleigh                | m.t.      |
| 10 | Jacques Bossis         | Renault-Gitane-Campagnolo | m.t.      |